# Солітон

Графік темного солітону

Соліто́н — структурно стійка усамітнена (відокремлена) хвиля, що розповсюджується в нелінійному середовищі. Солітони поводяться подібно до частинок (тому їх можна називати частинкоподібними хвилями): при взаємодії один з одним або з деякими іншими збудженнями вони не руйнуються, а рухаються, зберігаючи свою структуру незмінною. Солітони описують нелінійними диференціальними рівняннями в частинних похідних (для неперервних середовищ) або системами нелінійних звичайних диференціальних рівнянь (для дискретних середовищ).

## Історія відкриття
Історія вивчення солітона почалася в серпні 1834 року, на березі каналу Юніон поблизу Единбургу. Джон Скотт Расселл спостерігав на поверхні води явище, яке називав «усамітненою (відокремленою) хвилею», — англ. solitary wave.
Вперше слово «солітон» вжили для опису нелінійних хвиль, що взаємодіють як частинки. Солітон трохи не став «солітроном», але йому пощастило — в ті часи існувала фірма з аналогічною назвою, і однією літерою довелося поступитися.

## Формальне визначення
Найбільш загальноприйнятим вважають визначення, наведене Дразіним та Джонсоном в їхній книжці.
Згідно з цим визначенням солітоном називають хвильове збудження в нелінійному середовищі, яке задовольняє такі три вимоги:
- воно розповсюджується з постійною швидкістю, не змінюючи при цьому своєї форми;
- воно локалізоване у просторі;
- воно не змінюється після зіткнення з іншим таким же збудженням (окрім можливого зсуву фаз).

У реальних фізичних системах часто використовують слабше визначення, у якому однієї або кількох перелічених умов або не дотримуються взагалі, або дотримуються в межах певного наближення.

## Солітони в різних фізичних системах
Солітони експериментально спостерігають в низці фізичних систем:
- На поверхнях рідин солітони утворюються у вигляді локалізованих горбів, що розповсюджуються на далекі відстані. Це перші солітони, виявлені в природі. Іноді солітонами вважають гігантські хвилі, що утворюються на поверхні океанів після землетрусів та вивержень вулканів — цунамі.
- Іонозвукові та магнітозвукові солітони в плазмі.
- Гравітаційні солітони в шаруватій рідині.
- Солітони у вигляді коротких світлових імпульсів в активному середовищі лазера.
- Солітони можуть утворюватися в довгих контактах Джозефсона або в масивах точкових контактів Джозефсона. Вони мають фізичний зміст кванту магнітного потоку і називаються джозефсонівськими вихорами або флуксонами. Солітони в джозефсонівських контактах описуються рівнянням синус-Гордона.
- У магнетиках можуть утворюватися солітони різного типу, зокрема доменні стінки мають властивості солітонів.
- В оптичних хвилеводах, в яких присутня нелінійна залежність показника заломлення від електричного поля (завдяки так званому ефекту Керра) утворюються оптичні солітони.
- У бозе — ейнштейнівських конденсатах холодних атомних газів спостерігалися солітони, що мають фізичний зміст рухливих областей підвищеної густини атомів.
- Існує багато систем, в яких можуть існувати солітони або збудження, близькі до них за своїми властивостями. Імовірно, прикладом солітона є велетенський гексагон на Сатурні[джерело?].
- У певному наближенні можна розглядати як солітони нервові імпульси[джерело?].

## Математичні основи теорії солітонів
Існує декілька математичних моделей, для яких солітони є точним розв'язком: рівняння Кортевега — де Фріза, нелінійне рівняння Шредінгера, рівняння синус-Гордона, рівняння Кадомцева — Петвіашвілі, ізотропне рівняння Ландау-Ліфшиця, ланцюжок Тоди. Основним математичним методом, який дозволяє явно побудувати солітонні розв'язки, є метод оберненої задачі розсіювання. Існують також інші методи: метод Хіроти, перетворення Беклунда та ін.

### Рівняння Кортевега — де Фріза
Однією з найпростіших і найвідоміших моделей, що припускають існування солітонів у розв'язку, є рівняння Кортевега — де Фріза:
{\displaystyle u_{t}+uu_{x}+\beta u_{xxx}=0.}
Одним з можливих розв'язків цього рівняння є усамітнена хвиля, названа солітоном:
{\displaystyle u\left(x,t\right)=A\cosh ^{-2}\left({\frac {x-At/3}{L}}\right),}
{\displaystyle L={\sqrt {12\beta /A}},}
де A — амплітуда солітона, L — ефективна ширина його основи. Такий солітон рухається зі швидкістю {\displaystyle D={\frac {A}{3}}}.
1965 року Забуський і Краскал виявили, що цей розв'язок являє собою усамітнену хвилю, та має властивість, яка не була відома раніше, а саме: вона «пружно» взаємодіє з іншою такою хвилею. Вони назвали такі хвилі солітонами.
Видно, що солітони з великою амплітудою виявляються вужчими й рухаються швидше, і взаємодія двох окремих солітонів подібна до зіткнення частинок. Солітон-1 з більшою енергією наздоганяє повільніший солітон-2, але не переганяє його — між ними відбувається складна нелінійна взаємодія, в результаті якої швидший солітон-1 «передає» свою енергію повільнішому солітону-2. Відтак солітон-2 починає рухатися швидше, а солітон-1 уповільнюється до початкової швидкості солітона-2. Хвилі-солітони таким чином відтворюють картину взаємодії двох частинок чи куль, одна з яких наздоганяє повільнішу і пружно передає їй свою енергію під час зіткнення.

### Кубічне нелінійнерівняння Шредінгера
Для нелінійного рівняння Шредінгера:
{\displaystyle iu_{t}+u_{xx}+\nu \vert u\vert ^{2}u=0}
при значенні параметра {\displaystyle \nu >0} допустимі відокремлені хвилі у вигляді:
{\displaystyle u\left(x,t\right)=\left({\sqrt {\frac {2\alpha }{\nu }}}\right)\cosh ^{-2}\left({\sqrt {\alpha }}(x-Ut)\right)e^{i(rx-st)},}
де {\displaystyle r,s,\alpha ,U} — деякі сталі.

### Класифікація
Перші три з вищенаведених рівнянь (Кортевега — де Фріза, синус-Гордона та нелінійне рівняння Шредінгера) є найвідомішими рівняннями теорії солітонів. Розв'язки цих рівнянь утворюють три основних типи солітонів:
- Солітони Кортевега — де Фріза (акустичні солітони).
- Солітони огинаючої.
- Топологічні солітони (кінки та антикінки).